# Plebejus juncta
Plebejus juncta är en fjärilsart som beskrevs av Tutt 1909. Plebejus juncta ingår i släktet Plebejus och familjen juvelvingar. Inga underarter finns listade i Catalogue of Life.